# Свети Димитър (Надарево)
Вижте пояснителната страница за други значения на Свети Димитър.
„Свети Димитър“ е православна църква в село Надарево. Тя е част от Търговищка духовна околия, Варненска и Великопреславска епархия на Българската православна църква. Храмът е действащ само на големи религиозни празници.

## История
Църквата е построена през 1920 година.